# The Island President
The Island President es un documental de 2011 sobre los esfuerzos del entonces presidente de las Maldivas —Mohamed Nasheed— para abordar la amenaza de la subida del nivel del mar fruto del cambio climático. Producido por Actual Films y dirigido por Jon Shenk, el documental se estrenó en el Festival de Cine de Telluride. La película fue aclamada por la crítica y ganó el premio del público en el Festival Internacional de Cine de Toronto en la categoría de documentales.
Desde 1988, año en que pronosticó que «en el plazo de tres décadas el mar cubriría por completo las 1196 pequeñas islas del Océano Índico», el gobierno de las Maldivas lleva advirtiendo sobre el peligro de inundación debido al calentamiento global.

## Argumento
En 2008, tras las primeras elecciones democráticas del país, Mohamed Nasheed —conocido popularmente como Anni— asumió la presidencia de las Maldivas, ponía así fin a más de 30 años de dictadura bajo el régimen de Maumoon Abdul Gayoom. 
Desde el comienzo de su mandato, Nasheed y su gabinete de ministros tuvieron que lidiar con el principal problema de las Maldivas: los efectos y las repercusiones del cambio climático. Ya en el año 1988, el propio gobierno de las Maldivas planteó la posible inundación y desaparición del archipiélago en las décadas venideras a causa del calentamiento global. En la actualidad, el paso del tiempo y la subida del nivel del mar ya han causado problemas en algunas de las más de 1200 islas que forman el país, puesto que la altitud media de la nación es de apenas 1,5 metros. 
Al poco tiempo de asumir la presidencia del país, Nasheed y su gabinete de ministros implementaron las primeras medidas para contrarrestar el impacto del cambio climático en las Maldivas. Por ejemplo, destinaron fondos para construir rompeolas en las islas y los atolones más erosionados por la subida del nivel del mar. Más tarde, el propio Nasheed anunció una medida que se convertiría en una noticia mundial: las Maldivas se comprometía a ser el primer país neutro en emisiones de CO₂ para 2019, con el fin de garantizar la supervivencia de su nación. Las Maldivas es; sin embargo, una de las naciones menos contaminantes del mundo. Es responsable del 0.003% de las emisiones globales de CO₂; su huella de carbono es similar a la de estados como Suazilandia, Groenlandia, Ruanda o Bután, según los datos de los años 2008 y 2009. Aunque las ayudas planteadas son útiles a corto plazo, la desaparición del archipiélago no puede ser resuelta únicamente a través de medidas gubernamentales, sino que hace falta la cooperación internacional para solventar el problema que acecha a la nación a largo plazo.

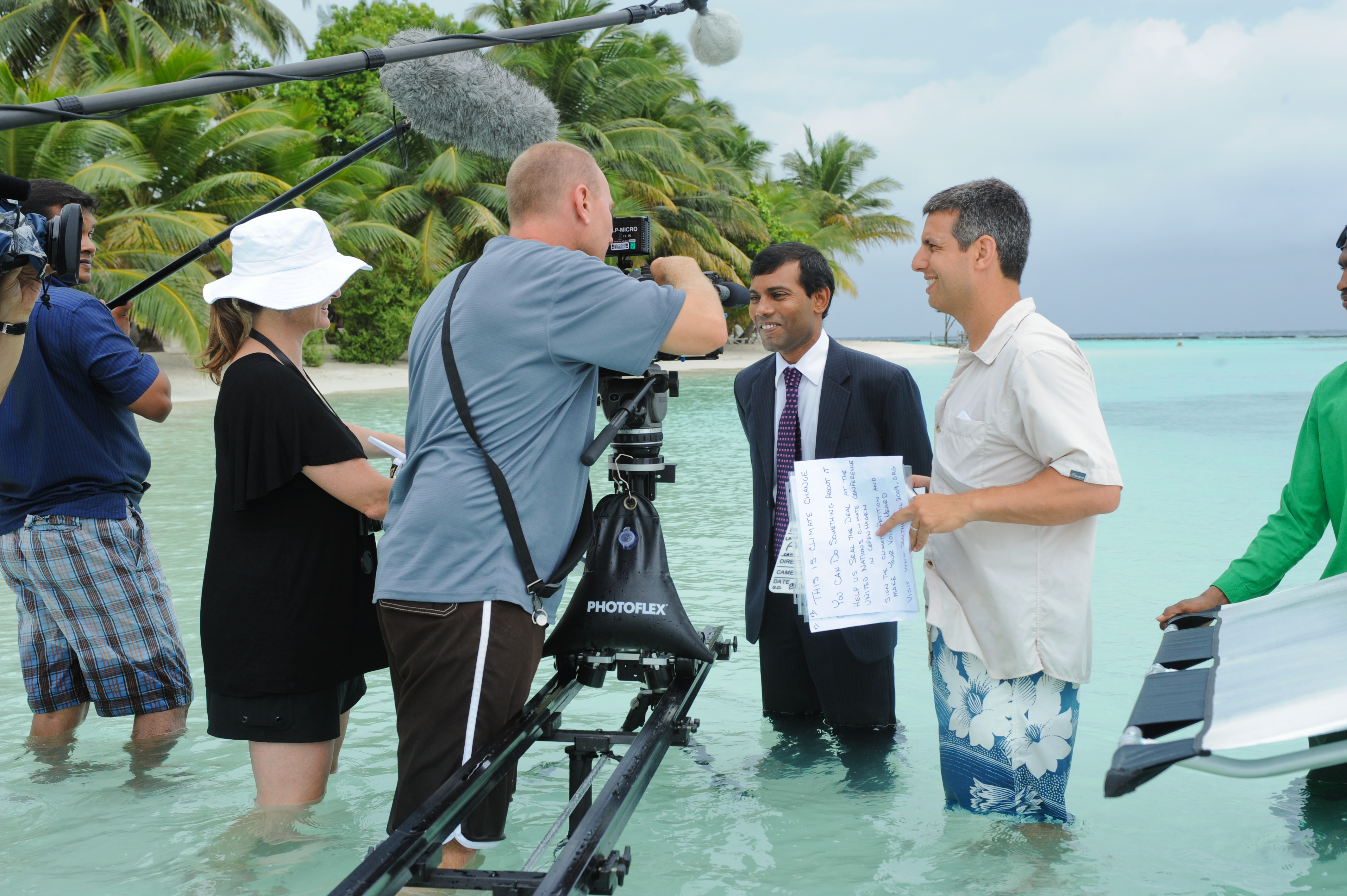
Mohamed Nasheed durante el rodaje del anuncio «Seal the Deal» organizado por la ONU en septiembre de 2009.

En otro momento de su mandato, Nasheed emprendió una gira internacional para mostrar a la comunidad internacional la crisis climática que amenaza a las Maldivas. Su primera parada, en septiembre de 2009, fue en Nueva York, donde se dirigió a la Asamblea General de las Naciones Unidas y a la Alianza de Pequeños Estados Insulares (AOSIS) con el objetivo de exponer el problema y pedir ayuda urgente para luchar juntos contra la amenaza del calentamiento global. Durante el mismo mes, Nasheed participó en el rodaje del anuncio de la ONU sobre el cambio climático llamado «Seal the Deal». En los primeros segundos del anuncio, Nasheed es presentado como una de las voces principales contra el cambio climático. Posteriormente, Nasheed viajó a Nueva Delhi, donde se reunió con el gobierno indio, para establecer relaciones bilaterales entre las Maldivas y la India en materia de cambio climático. Asimismo, en octubre de 2009, Nasheed volvió a aparecer en los medios de comunicación por celebrar una reunión del gabinete de ministros bajo el agua para ilustrar el problema que está afectando a las Maldivas.

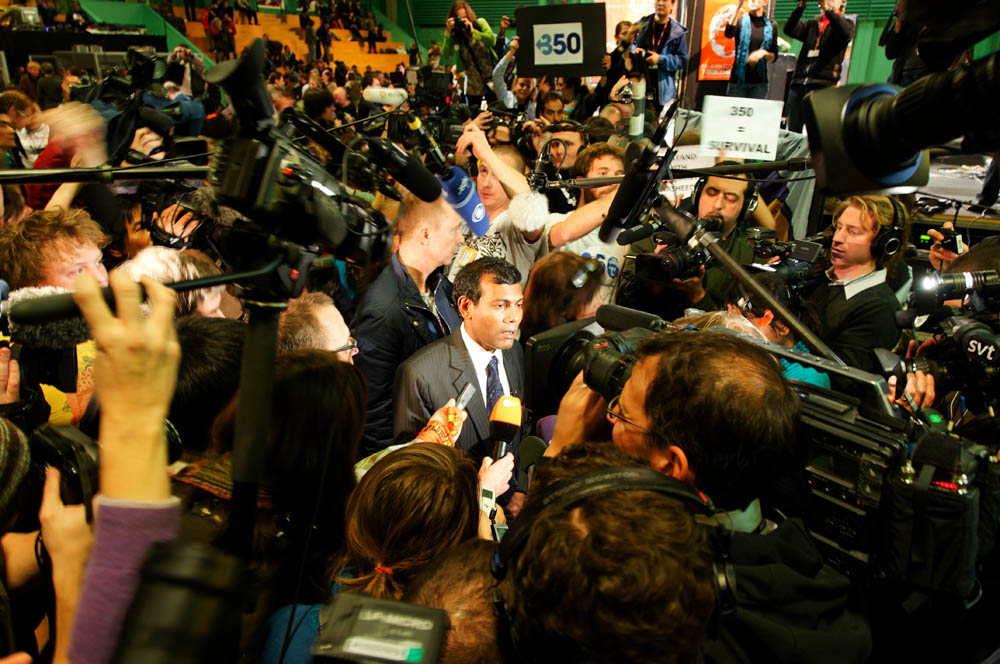
Mohamed Nasheed informando a los periodistas durante las negociaciones de la cumbre del clima de Copenhague en 2009.

El punto culminante de la gira fue su participación en la Conferencia de las Naciones Unidas sobre el Cambio Climático de 2009 (también conocida como «cumbre sobre el cambio climático», «cumbre del clima» o por sus siglas en inglés «COP») en el mes de diciembre en Copenhague. Poco después de llegar a la capital danesa, Nasheed centró la atención mediática por ser uno de los representantes políticos que más abogaban por la lucha contra la crisis climática. Durante las negociaciones, Nasheed consiguió reunirse con diversos líderes políticos como José Manuel Durão Barroso, Kevin Rudd, Sheikh Hasina, Wen Jiabao, Lars Løkke Rasmussen, Lee Hsien Loong, Tillman Thomas y Bharrat Jagdeo en un intento de llegar a un acuerdo mundial para reducir los efectos del calentamiento global. A pesar de ser respaldado por algunos países como Australia y Etiopía en la propuesta de limitar el incremento de las temperaturas hasta 2 °C, las negociaciones llegaron a un punto muerto el primer día de la conferencia debido a la postura inalterable del gobierno chino. La República Popular China no aceptó ni limitar sus emisiones anuales ni establecer una restricción a la subida de la temperatura y planteó un plan contra el calentamiento global que no evitaría que las Maldivas sean cubiertas completamente en las próximas décadas. Nasheed intervino ante las 192 naciones reunidas en la cumbre del clima el último día de la conferencia para rogar que hiciesen realidad este documento: «[L]o necesitamos para seguir adelante; muchos países necesitan este documento ya que este acuerdo es nuestro salvavidas». Finalmente, al final de la jornada del último día de reuniones y para sorpresa de los medios, los 192 miembros participantes en la cumbre del clima pactaron un acuerdo para frenar la subida de las temperaturas a 2 °C, siendo la primera vez que los Estados Unidos, China e India llegaban a un acuerdo en materia de medioambiente.
Aunque el gobierno de Nasheed logró un hito para frenar el cambio climático, la agitación social y la inestabilidad política siguen siendo un problema en las Maldivas. El 7 de febrero de 2012, Nasheed se vio obligado a dimitir debido a una orden de arresto contra él impuesta por Maumoon Abdul Gayoom. Finalmente, su vicepresidente —Mohammed Waheed Hassan— pasaría a ser el siguiente presidente de las Maldivas. Pero en menos de un año, Waheed fue destituido por Abdulla Yameen (el hermanastro del ex dictador Maumoon Abdul Gayoom) tras unas elecciones en las que obtuvo el 51,3% de los votos y en la que luchó contra la posible reelección de Mohamed Nasheed.

## Producción y lanzamiento
Actual Films destinó 2 millones de dólares estadounidenses a la producción del documental. Aunque la película trata principalmente sobre Mohamed Nasheed, el gobierno de las Maldivas ni aportó capital para el largometraje ni intervino en la redacción o la producción del largometraje. La película fue financiada asimismo por grupos que incluyen la Fundación Ford (Ford Foundation en inglés), la Corporación para la Radiodifusión Pública americana (American Corporation for Public Broadcasting en inglés), la Fundación John D. y Catherine T. MacArthur (John D. and Catherine T. MacArthur Foundation en inglés), la fundación Atlantic Philanthropies y el Sundance Institute.
Los derechos en Estados Unidos de The Island President fueron adquiridos por Samuel Goldwyn Films. La película se estrenó en la ciudad de Nueva York el 28 de marzo de 2012 y después en otras ciudades estadounidenses como Los Ángeles y San Francisco.

### Antecedentes
El director de la película, Jon Shenk, mencionó que el aspecto que le motivó a rodar la película The Island President fue la historia de cómo Mohamed Nasheed se convirtió en presidente de las Maldivas. En una entrevista para el sitio web IndieWire, Shenk explicó:

Leí sobre Mohamed Nasheed en octubre de 2008, cuando ganó las primeras elecciones demócratas a la presidencia de las Maldivas. Me llamó la atención porque era el primer líder demócrata de una nación 100% musulmana, lo que, en aquel momento, era muy inusual. Tomó posesión de su cargo e inició sin demora un discurso provocador y sincero sobre el medio ambiente.
Jon Shenk

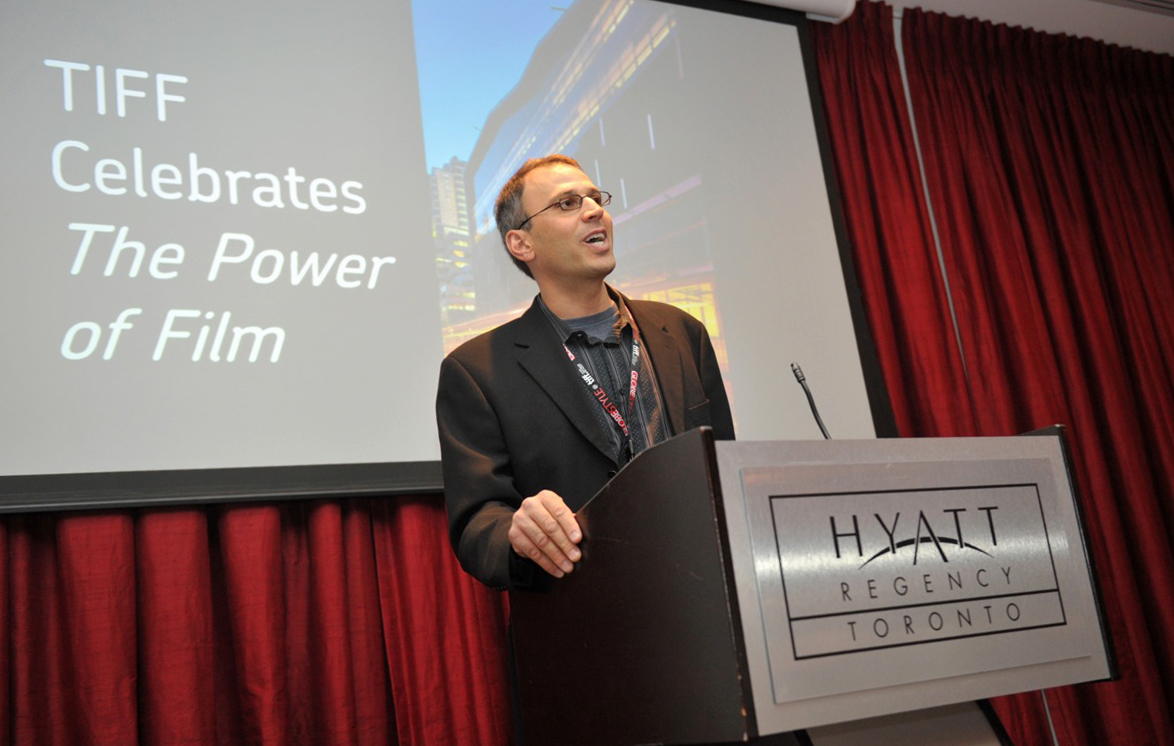
Jon Shenk en 2011.

Shenk también ha destacado la personalidad de Nasheed como otro factor determinante para la realización de la película. En una entrevista para la cadena de televisión estadounidense Columbia Broadcasting System, Shenk comentó que «[Mohamed Nasheed] es un hombre que se ha enfrentado a las situaciones más difíciles (tortura, aislamiento) y se ha negado a rendirse. Lucha como un hombre que no tiene nada que perder. Y por eso la historia de esta película se convierte en una historia de David contra Goliat». Otro aspecto resaltado por Shenk fue la perspectiva única de Nasheed sobre el calentamiento global. Shenk consideró de gran relevancia que Nasheed viera la lucha contra el cambio climático «desde el punto de vista de los derechos humanos» y aseguró que «la posibilidad de que los maldivos se convirtieran en refugiados ambientales me hizo pensar en el cambio climático de una forma muy distinta».
Asimismo, la transparencia del gobierno de Nasheed fue otro motivo que influyó en el rodaje de la película. En declaraciones a la revista británica The Quietus, Shenk indicó que Nasheed aceptó la realización de película ya que ponía en valor el «poder de la transparencia y del buen periodismo». De manera idéntica, en una charla con el sitio web TheWrap, Nasheed explicó que «nos pusimos al frente del gobierno con una plataforma de transparencia y honradez [...] Queríamos dirigir un gobierno diferente. Así que pensé, seré yo, y dejaré que la gente vea quién soy. Si a la gente no le gusta, tendré que marcharme».

### Rodaje

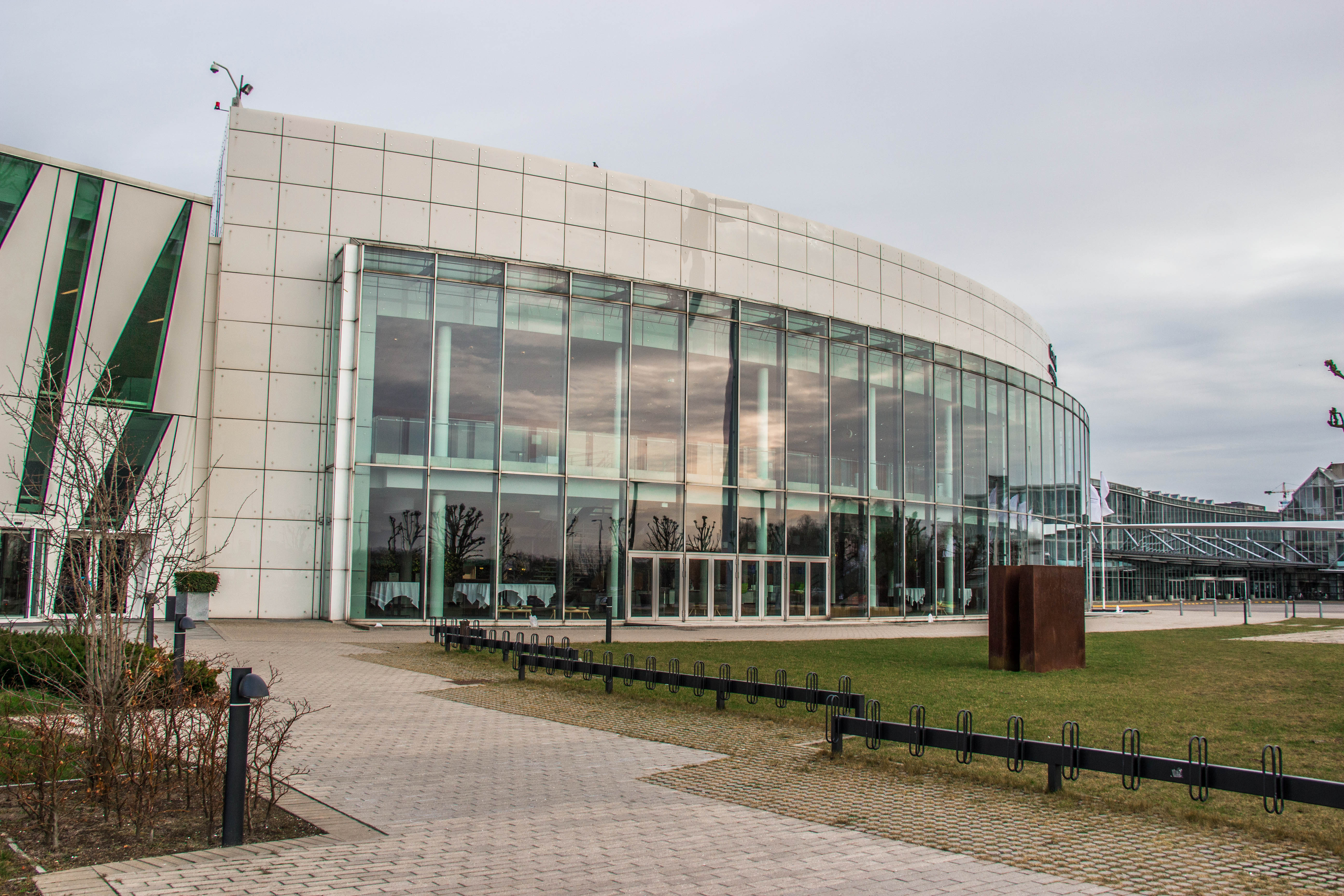
Bella Center, centro de conferencias donde se celebró la XV Conferencia Internacional sobre el Cambio Climático.

El rodaje de The Island President se realizó desde finales del 2008 hasta 2010, abarcando un periodo de un año y medio. La grabación se llevó en las Maldivas, y la película cuenta con secuencias adicionales en Oxford, Londres, Nueva York, Nueva Delhi y Copenhague. El largometraje también incluye escenas grabadas dentro de la Sede de la Organización de las Naciones Unidas y en el interior de Bella Center, lugar donde se celebró la Conferencia de las Naciones Unidas sobre el Cambio Climático de 2009.
Jon Shenk —el director de la película— comentó en una entrevista para IndieWire que sólo realizaron cinco viajes a las Maldivas para rodar y grabar las escenas de la película. La grabación dentro de la Conferencia de las Naciones Unidas sobre el Cambio Climático fue limitada ya que el equipo de realización asistió como miembro de la prensa. En propias palabras de Shenk, el viaje a la cumbre del clima «fue un auténtico curso acelerado de diplomacia internacional y relaciones exteriores, y también del protocolo que supone estar cerca de un jefe de estado».
En cuanto a las influencias creativas, Shenk ha citado el documental Una verdad incómoda como la principal inspiración para The Island President. En una sesión con la revista online Hammer to Nail, Shenk señaló que «algunas de las mejores secuencias de Una verdad incómoda ocurren cuando conoces a Al Gore y te das cuenta de lo apasionado que está. Quería más de eso [en The Island President]». De hecho, después de rodar la película The Island President, Jon Shenk y Bonni Cohen dirigieron en 2016 la película Una verdad muy incómoda: Ahora o nunca, con Al Gore como protagonista principal. Esta película es la continuación del aclamado y galardonado documental Una verdad incómoda, producido en 2006 y dirigido por el cineasta David Guggenheim.

### The Island President Deposed
Previo al estreno comercial del documental en marzo de 2012, Jon Shenk —el director de la película— mostró en The New York Times un adelanto de la película titulado The Island President Deposed. La publicación del avance fue motivada por la orden de arresto contra Mohamed Nasheed y su dimisión firmada bajo coacción. Este breve adelanto de 6 minutos mostrado en febrero de 2012 se empleó para mostrar un pequeño fragmento de la película, al mismo tiempo que ponía en evidencia la brutalidad con la que los partidarios de Maumoon Abdul Gayoom forzaron, a punta de pistola, la dimisión de Mohamed Nasheed como presidente de las Maldivas. Un día después de la dimisión forzada de Nasheed, Shenk declaró en The New York Times que «el martes [8 de febrero de 2012] nos quedamos atónitos al enterarnos de que Nasheed se había visto obligado a renunciar a la presidencia bajo coacción. Los partidarios de Gayoom tomaron violentamente las calles y pusieron a Nasheed en una situación imposible: atacar a sus propios ciudadanos o dimitir».
Dos meses antes del estreno de la película en los cines estadounidenses, el 9 de abril de 2012, Nasheed concedió una entrevista al semanario estadounidense The Nation. En esta entrevista con el periodista estadounidense Mark Hertsgaard, Nasheed menciona lo siguiente sobre la película:

Se va a estrenar una película, «The Island President», que aborda el cambio climático en las Maldivas, y creo que es importante hacer todo lo posible para promover el tema. Para que las Maldivas presione enérgicamente en favor del progreso climático, necesitamos democracia en el país. La forma más importante de adaptación [al cambio climático] es la democracia. Las Maldivas no sobrevivirá sin una buena dosis de adaptación muy fuerte, que incluya rompeolas, protección costera e infraestructuras similares. Necesitamos una democracia pluralista para poder elaborar las mejores políticas en estos ámbitos.
Mohamed Nasheed

En el día del estreno de la película en las salas comerciales estadounidenses, Shenk ofreció una declaración en The New York Times y comentó que «puede que eso sea lo más importante que puede hacer la película. Ha quedado claro que este nuevo gobierno no es democrático, quienes dirigen los ministerios son las mismas personas que estaban allí con el dictador».

## Banda sonora
La banda sonora de The Island President  corrió a cargo de Marco D’Ambrosio. En su creación también participaron Doug Bernheim, como supervisor musical, y los compositores John-Henry Dale y Basil Moore-Asfouri, que aportaron música adicional. La banda sonora está formada por veintitrés canciones, creadas en su mayoría por la banda británica Radiohead y la banda estadounidense Stars of the Lid. 
Radiohead accedió a participar en la creación de la banda sonora aportando catorce canciones. Algunas de sus canciones más célebres como Idioteque, Reckoner, How To Disappear Completely y Weird Fishes/Arpeggi forman parte de la banda sonora. Posteriormente, Thom Yorke —el vocalista principal de la banda— publicó el siguiente comentario en la página web de la banda:

«The Island President» es una película sobre las Maldivas y la lucha del Presidente Nasheed para que se escuche la voz de una pequeña nación en el debate sobre el cambio climático. A menos que se haga algo para detener la subida del nivel del mar, lo perderán todo. El país quedará sumergido bajo el agua. Parte de nuestra música se ha utilizado para ayudar a narrar la historia.
Thom Yorke

En su reseña del documental para la revista Variety, Peter Debruge afirmó que «la magnífica música ambiental y de himno de Radiohead y Stars of the Lid da mayor sonoridad al tema». Además, Drew Taylor, de IndieWire, comentó que «[la banda sonora] va acompañada de fragmentos orquestales de varias canciones de Radiohead, lo que le da a todo una fuerza atmosférica muy necesaria». A continuación, se muestran las pistas de la banda sonora de la película:
| Lista de canciones |                                          |                  |          |  |
| N.º                | Título                                   | Escritor(es)     | Duración |  |
| 1.                 | «Kid A»                                  | Radiohead        | 4:44     |  |
| 2.                 | «Sun Drugs»                              | Stars of the Lid | 12:20    |  |
| 3.                 | «Down II»                                | Stars of the Lid | 1:22     |  |
| 4.                 | «Lactate's Moment»                       | Stars of the Lid | 12:18    |  |
| 5.                 | «Cantus II: in Memory of Warren Wiltzie» | Stars of the Lid | 19:03    |  |
| 6.                 | «Morning Bell»                           | Radiohead        | 4:35     |  |
| 7.                 | «Hunting Bears»                          | Radiohead        | 2:01     |  |
| 8.                 | «I Might Be Wrong»                       | Radiohead        | 4:53     |  |
| 9.                 | «Electioneering»                         | Radiohead        | 3:50     |  |
| 10.                | «Optimistic»                             | Radiohead        | 5:15     |  |
| 11.                | «Weird Fishes/Arpeggi»                   | Radiohead        | 5:18     |  |
| 12.                | «The Better Angels of Our Nation»        | Stars of the Lid | 3:56     |  |
| 13.                | «House Of Cards»                         | Radiohead        | 5:28     |  |
| 14.                | «Tree Fingers»                           | Radiohead        | 3:42     |  |
| 15.                | «In Limbo»                               | Radiohead        | 3:31     |  |
| 16.                | «Arch Song»                              | Stars of the Lid | 18:00    |  |
| 17.                | «Everything In It's Right Place»         | Radiohead        | 4:11     |  |
| 18.                | «Jan. 69»                                | Stars of the Lid | 9:24     |  |
| 19.                | «Reckoner»                               | Radiohead        | 4:50     |  |
| 20.                | «Idioteque»                              | Radiohead        | 5:09     |  |
| 21.                | «How To Disappear Completely»            | Radiohead        | 5:56     |  |
| 22.                | «Wathan Edhey Gotha» (en Maldivo)        |                  |          |  |
| 23.                | «Mello Profundo»                         | John Henry Dale  |          |  |

## Estreno

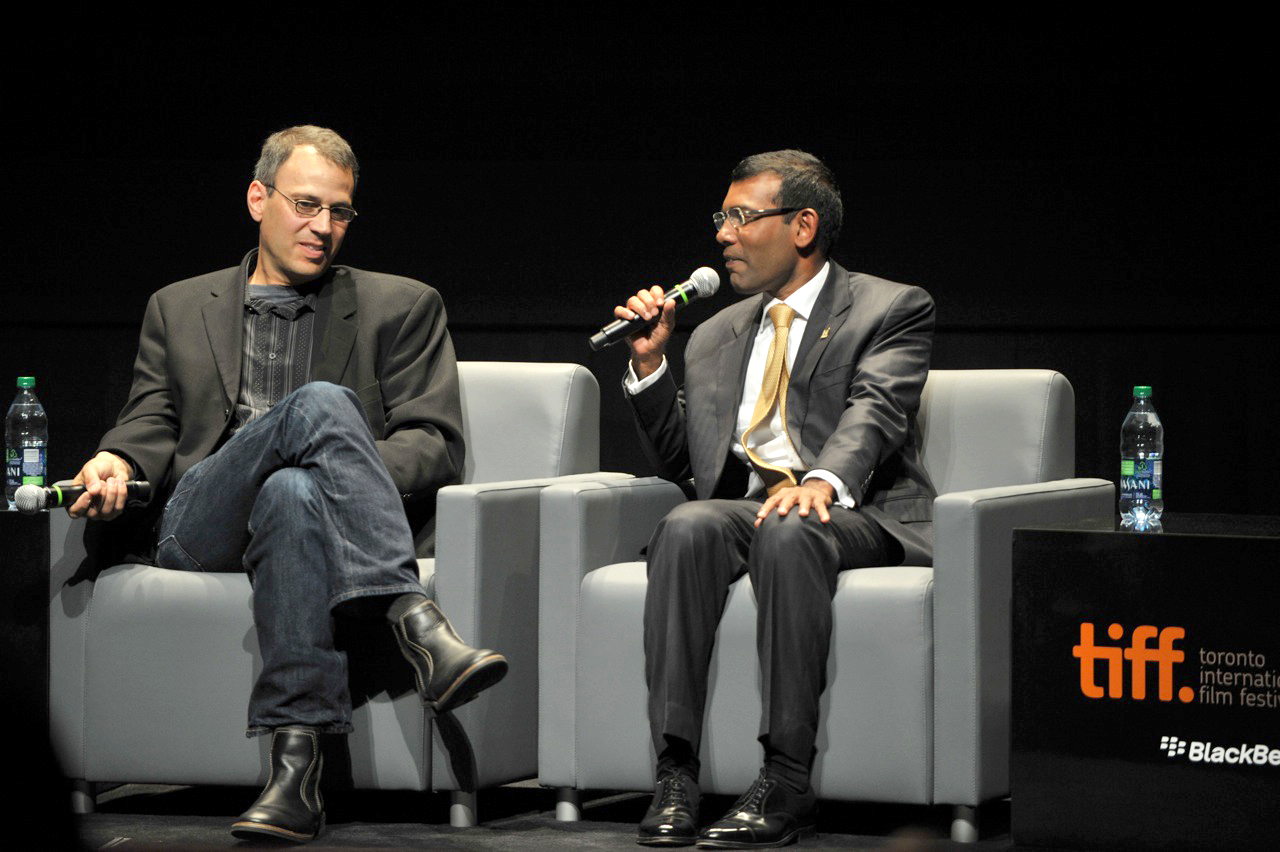
Mohamed Nasheed y Jon Shenk en el estreno mundial de la película The Island President en el Festival Internacional de Cine de Toronto.

The Island President se estrenó en el Festival de Cine de Telluride el 3 de septiembre de 2011. Una semana después, el 10 de septiembre de 2011, la película participó en la 36.ª edición anual del Festival Internacional de Cine de Toronto, donde recibió el premio del público y fue elogiada por la prensa canadiense. El 28 de marzo de 2012, la película debutó en los cines estadounidenses en Nueva York y el 15 de junio de 2012, se estrenó en las salas de cine canadienses. Además de ser distribuida en los Estados Unidos y en Canadá, el largometraje se lanzó en otros países como Reino Unido, Irlanda y Japón.
Con anterioridad a que en el año 2012 el documental llegara a las salas comerciales, The Island President se mostró en algunos festivales de cine como los ya mencionados y otros como el Toronto Human Rights Watch Film Festival o el Thessaloniki Documentary Festival. Posteriormente, el documental se proyectó en otros festivales como en la 25.ª edición anual del Festival Internacional de Cine de Tokio.
A continuación se presentan las fechas de estreno respectivas en cada país:
| Fechas de estreno (Fuentes: IMDb e Impact Partners Film) | |             | |
| País                                                     | Fecha de estreno | País        | Fecha de estreno |
| Estados Unidos                                           | 28 de marzo de 2012 (en cines) 3 de septiembre de 2011 (Festival de Cine de Telluride) 29 de enero de 2012 (Festival Internacional de Cine de Santa Bárbara) 2 de marzo de 2012 (True/False Film Festival) 20 de abril de 2012 (RiverRun International Film Festival) | Canadá      | 15 de junio de 2012 (en cines) 10 de septiembre de 2011 (Festival Internacional de Cine de Toronto) 9 de marzo de 2012 (Toronto Human Rights Watch Film Festival) |
| Japón                                                    | 10 de agosto de 2013 (en cines) 22 de octubre de 2012 (Festival Internacional de Cine de Tokio) | Reino Unido | 30 de marzo de 2012 (en cines) |
| Irlanda                                                  | 30 de marzo de 2012 (en cines) | Bermudas    | 3 de abril de 2012 (Bermuda International Film Festival) |
| Italia                                                   | 15 de junio de 2012 (Biografilm Festival) | Grecia      | 13 de marzo de 2012 (Thessaloniki Documentary Festival) |
| Polonia                                                  | 11 de mayo de 2012 (Planete+ Doc Film Festival) | Luxemburgo  | 1 de marzo de 2012 (Luxembourg City Film Festival) |
| Taiwán                                                   | 30 de septiembre de 2012 (CNEX Documentary Film Festival) |             | |

## Recepción

### Comercial
The Island President tuvo una recepción modesta. La película se estrenó en cines estadounidenses el 28 de marzo de 2012, fecha a partir de la cual se proyectó en cinco salas ubicadas en Nueva York, Los Ángeles y San Francisco. Durante su primer fin de semana, el largometraje recaudó 13 998 USD, posicionándose como la 72.ª película más vista en las salas comerciales de los Estados Unidos. La película permaneció en cartelera durante ocho semanas, más concretamente hasta el 20 de mayo de 2012, y consiguió una recaudación total de 76 398 USD a nivel nacional.Al añadir la recaudación obtenida en el Reino Unido, que alcanzó los 4 598 USD, The Island President alcanzó un total de 80 996 USD en beneficios mundiales durante el año de su estreno en 2012.

### Crítica
The Island President recibió críticas positivas. El sitio web Rotten Tomatoes, le otorga una calificación impecable del 98%, basada en 49 reseñas. Además, existe consenso a la hora de afirmar que «es un documental revelador y llamativo sobre un político serio enfrentado al drama secreto del cambio climático». La película tiene una puntuación de 72 sobre 100 en Metacritic, basada en 14 reseñas.

#### Estados Unidos
The Island President recibió críticas positivas por parte de la prensa especializada de los Estados Unidos. A. O. Scott, de The New York Times, describió la película como «optimista y vivaz» a pesar de su desalentador epílogo. Elogió sus «espectaculares secuencias aéreas y bajo el agua de la belleza de las Maldivas» y afirmó que «al verla, es imposible estar en contra del Sr. Nasheed o creer que fracasará». Kenneth Turan, crítico de cine de Los Angeles Times, señaló que «The Island President es a la vez alentador e inquietante» y destacó que «[L]as idas y venidas de las reuniones diplomáticas nocturnas resultan tan emocionantes como un acontecimiento deportivo de primer nivel».
Su compromiso político también recibió elogios por parte de la revista The Hollywood Reporter, en cuyas páginas se afirmó que «The Island President no sólo ofrece una historia de heroísmo político al estilo de Nelson Mandela, sino también una perspectiva muy necesaria sobre el cambio climático». La revista asimismo comparó The Island President con la serie de televisión estadounidense El ala oeste de la Casa Blanca («aunque a una escala mucho menor»). Al mismo tiempo, Drew Taylor, en su reseña para la revista digital IndieWire, la comparó con la película Mr. Smith Goes to Washington, describiendo el largometraje como «el tipo de documental audaz y espléndido que no teme adentrarse en los entresijos de la situación, sin renunciar a su inherente valor de entretenimiento».
Eban Goodstein, de Grist, definió a The Island President como «la mejor película sobre el calentamiento global en años». En su reseña, Goodstein subrayó también que «[The Island President] es también impactante en lo visual. El vasto océano azul es a la vez un paraíso sereno y una fuerza poderosa y amenazadora que impulsa la urgencia política de Nasheed». John Hartl, de The Seattle Times, exaltó la figura de Mohamed Nasheed, mencionando que «la fuerza de su personalidad [...] crea la sensación de que el cambio debe producirse 'ahora mismo'». Noel Murray de The A.V. Club valoró el largometraje con «B-» (80%); en particular, aplaudió la «energía y la contundencia» de las escenas de apertura, aunque señaló a la vez que «la película se atasca un poco» durante las secuencias en torno a la diplomacia internacional.

#### Reino Unido e Irlanda
La recepción crítica en Reino Unido y en Irlanda abundó en valoraciones positivas. Diversos medios británicos como Evening Standard, Screen International y Time Out coincidieron al destacar el papel de Nasheed y su lucha por mostrar los problemas de su país como consecuencia del cambio climático. El periódico británico Evening Standard le otorgó una nota de 3 sobre 5 y resumió la película como «[L]a historia de un optimista infatigable [Mohamed Nasheed] que intenta abrir los ojos al mundo sobre las repercusiones del cambio climático». De manera idéntica, Joan d’Arcy, de Screen International, mencionó que «The Island President ofrece una visión urgente de los problemas en el paraíso, y un personaje, Mohamed Nasheed, que no podría abanderar mejor la posición de un indefenso». Derek Adams, de Time Out, le dio una puntuación de 4 sobre 5 y afirmó que la película «pasa rápidamente de la ambientación política a seguir cada movimiento de Nasheed mientras se prepara para hacer un apasionado llamamiento medioambiental en la Conferencia de las Naciones Unidas sobre el Cambio Climático de 2009».
En lo referente a su tratamiento político, Patrick Peters, de Empire, remarcó que el largometraje desvela «una visión cautivadora de la disparidad entre ricos y pobres, entre naciones poderosas y sus vecinos menos fuertes».Para la revista irlandesa FilmIreland, el documental «ofrece una magnífica descripción del trabajo de Nasheed antes y durante su mandato, así como un relato completo de lo sucedido en Copenhague en 2009».
Sin embargo, la película no estuvo exenta de comentarios menos entusiastas o directamente negativos. Donald Clarke, de The Irish Times, señaló que «The Island President expone todos sus argumentos en los primeros 60 minutos y, aunque quizá esté justificado en este caso, la hagiografía es uno de los géneros cinematográficos menos entretenidos». Desde el periódico The Sun, Alex Zane y Grant Rollings le dieron una nota de 2 sobre 5 y criticaron que «Shenk habría hecho un mejor trabajo si hubiera dedicado más tiempo a las personas amenazadas por las inundaciones y menos a los diplomáticos trajeados en la cumbre del clima de Copenhague».

#### Europa
Entre los medios europeos proliferaron también los comentarios positivos. El semanario francés Télé-Loisirs le otorgó una puntuación de 3 sobre 5 y declaró que «Jon Shenk ha elaborado un retrato apasionante de una figura política extraordinaria que merece ser más conocida». Igualmente, Luiza Poreda, de Wiadomości, comparó a Mohamed Nasheed con Mahatma Gandhi y afirmó que Nasheed «utiliza todos los trucos de marketing conocidos para informar sobre la catastrófica coyuntura que atraviesa su nación».

## Premios y nominaciones
The Island President obtuvo 7 galardones y 5 nominaciones. Entre los premios más destacados se encuentran el premio del público en la 36ª edición anual del Festival Internacional de Cine de Toronto (2011) y el Pare Lorentz Award, otorgado por la International Documentary Association (2012). A continuación se muestra un listado de los premios y las nominaciones que obtuvo el documental, así como el equipo de dirección y producción en los diferentes festivales en los que participaron:
| \| Premio \| Categoría \| Receptor \| Resultado \| \| ------------------------------------------------------------- \| -------------------------------------------------------------- \| -------------------------------------- \| --------- \| \| Festival Internacional de Cine de Toronto (2011) \| Cadillac People's Choice Documentary Award \| Jon Shenk \| Ganadora \| \| DOC NYC (2011) \| Viewfinders Grand Jury Prize \| Jon Shenk Richard Berge y Bonni Cohen \| Nominada \| \| Sheffield International Documentary Festival (2012) \| Sheffield Green Award \| Jon Shenk \| Ganadora \| \| International Documentary Association (2012) \| Pare Lorentz Award \| Jon Shenk, Richard Berge y Bonni Cohen \| Ganadora \| \| Sundance Institute (2012) \| Hilton Worldwide Lifestay Sustainability Award \| Jon Shenk \| Ganadora \| \| Bermuda International Film Festival (2012) \| Audience Award Best Feature Film \| Jon Shenk \| Ganadora \| \| Planete+ Doc Film Festival (2012)[68] \| Green Warsaw Award \| Jon Shenk \| Ganadora \| \| Festival Internacional de Cine de Tokio (2012) \| Earth Grand Prix \| Jon Shenk Richard Berge y Bonni Cohen \| Nominada \| \| Premios del Sindicato de Productores de Estados Unidos (2013) \| Outstanding Producer of Documentary Theatrical Motion Pictures \| Richard Berge y Bonni Cohen \| Nominados \| |                                                                |                                        |           |
| Premio | Categoría                                                      | Receptor                               | Resultado |
| Festival Internacional de Cine de Toronto (2011) | Cadillac People's Choice Documentary Award                     | Jon Shenk                              | Ganadora  |
| DOC NYC (2011) | Viewfinders Grand Jury Prize                                   | Jon Shenk Richard Berge y Bonni Cohen  | Nominada  |
| Sheffield International Documentary Festival (2012) | Sheffield Green Award                                          | Jon Shenk                              | Ganadora  |
| International Documentary Association (2012) | Pare Lorentz Award                                             | Jon Shenk, Richard Berge y Bonni Cohen | Ganadora  |
| Sundance Institute (2012) | Hilton Worldwide Lifestay Sustainability Award                 | Jon Shenk                              | Ganadora  |
| Bermuda International Film Festival (2012) | Audience Award Best Feature Film                               | Jon Shenk                              | Ganadora  |
| Planete+ Doc Film Festival (2012) | Green Warsaw Award                                             | Jon Shenk                              | Ganadora  |
| Festival Internacional de Cine de Tokio (2012) | Earth Grand Prix                                               | Jon Shenk Richard Berge y Bonni Cohen  | Nominada  |
| Premios del Sindicato de Productores de Estados Unidos (2013) | Outstanding Producer of Documentary Theatrical Motion Pictures | Richard Berge y Bonni Cohen            | Nominados |